# Huntingdon (circonscription provinciale)
Pour les articles homonymes, voir Huntingdon.
Circonscription électorale provinciale du Canada
Huntington est une circonscription électorale québécoise située en Montérégie.

## Historique
Le district électoral de Huntingdon a été créé en 1792 en tant que district électoral du Bas-Canada. Il disparaît lors d'une refonte en 1829 mais revient en 1841 lors de la première élection de l'Assemblée législative de la province du Canada. Lors de la confédération de 1867, le district est considéré comme district provincial et il fait donc partie des 65 premières circonscriptions électorales du Québec.
Les limites de la circonscription de Huntingdon sont modifiées lors des refontes de la carte électorale de 1972 et 1980. De 1988 à 2001, la circonscription de Huntingdon est remplacée par Beauharnois-Huntingdon. En 2001, Huntingdon est recréée, puis légèrement modifiée en 2011.

## Territoire et limites
La circonscription d'Huntingdon est situé dans la région de la Montérégie. Couvrant le territoire de 30 municipalités, elle s'étend sur 2 339,67 km2 et sa population était, en 2016, de 54 015 personnes. Les municipalités comprises dans la circonscription sont les suivantes :
- Akwesasne
- Dundee
- Elgin
- Franklin
- Godmanchester
- Havelock
- Hemmingford (municipalité de canton)
- Hemmingford (municipalité de village)
- Hinchinbrooke
- Howick
- Huntingdon
- Lacolle
- Napierville
- Ormstown
- Saint-Anicet
- Saint-Bernard-de-Lacolle
- Saint-Chrysostome
- Saint-Cyprien-de-Napierville
- Sainte-Barbe
- Sainte-Clotilde
- Saint-Édouard
- Sainte-Martine
- Saint-Jacques-le-Mineur
- Saint-Michel
- Saint-Patrice-de-Sherrington
- Saint-Paul-de-l'Île-aux-Noix
- Saint-Urbain-Premier
- Saint-Valentin
- Très-Saint-Sacrement

## Liste des députés

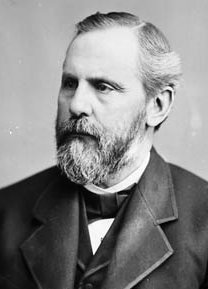
Julius Scriver est député d'Huntingdon de 1867 à 1869 pour le Parti conservateur du Québec

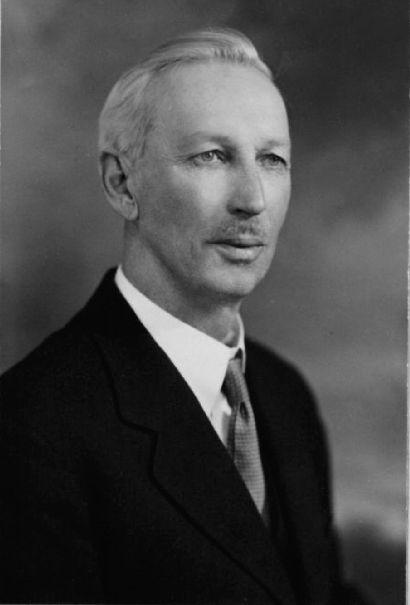
Martin Fisher est député d'Huntingdon de 1930 à 1936 pour le Parti conservateur du Québec et de 1936 à 1939 pour l'Union nationale du Québec

| Années                                      | Années      | Député                            | Parti               |
| ------------------------------------------- | ----------- | --------------------------------- | ------------------- |
|                                             | 1867 - 1869 | Julius Scriver                    | Conservateur        |
|                                             | 1869 - 1871 | William Cantwell                  | Conservateur        |
|                                             | 1871 - 1874 | Thomas Sanders                    | Conservateur        |
|                                             | 1874 - 1875 | Alexander Cameron                 | Conservateur        |
|                                             | 1875        | Alexander Cameron                 | Libéral             |
|                                             | 1876 - 1878 | Alexander Cameron                 | Libéral             |
|                                             | 1878 - 1881 | Alexander Cameron                 | Libéral             |
|                                             | 1881 - 1886 | Alexander Cameron                 | Libéral             |
|                                             | 1886 - 1890 | Alexander Cameron                 | Libéral             |
|                                             | 1890 - 1892 | Alexander Cameron                 | Libéral             |
|                                             | 1892 - 1897 | George Washington Stephens (père) | Libéral             |
|                                             | 1897 - 1900 | George Washington Stephens (père) | Libéral             |
|                                             | 1900 - 1904 | William H. Walker                 | Libéral             |
|                                             | 1904 - 1908 | William H. Walker                 | Libéral             |
|                                             | 1908 - 1912 | William H. Walker                 | Libéral             |
|                                             | 1912 - 1913 | William H. Walker                 | Libéral             |
|                                             | 1913 - 1916 | Andrew Philps                     | Libéral             |
|                                             | 1916 - 1919 | Andrew Philps                     | Libéral             |
|                                             | 1919 - 1923 | Andrew Philps                     | Libéral             |
|                                             | 1923 - 1927 | Andrew Philps                     | Libéral             |
|                                             | 1927 - 1929 | Andrew Philps                     | Libéral             |
|                                             | 1930 - 1931 | Martin Beattie Fisher             | Conservateur        |
|                                             | 1931 - 1935 | Martin Beattie Fisher             | Conservateur        |
|                                             | 1935 - 1936 | Martin Beattie Fisher             | Conservateur        |
|                                             | 1936 - 1939 | Martin Beattie Fisher             | Union nationale     |
|                                             | 1939 - 1941 | James Walker Ross                 | Libéral             |
|                                             | 1941 - 1944 | Dennis James O'Connor             | Libéral             |
|                                             | 1944 - 1946 | Dennis James O'Connor             | Libéral             |
|                                             | 1947 - 1948 | John Gillies Rennie               | Union nationale     |
|                                             | 1948 - 1952 | John Gillies Rennie               | Union nationale     |
|                                             | 1952 - 1956 | Alister Somerville                | Union nationale     |
|                                             | 1956 - 1960 | Alister Somerville                | Union nationale     |
|                                             | 1960 - 1962 | Alister Somerville                | Union nationale     |
|                                             | 1962 - 1966 | Alister Somerville                | Union nationale     |
|                                             | 1966 - 1970 | Kenneth Fraser                    | Libéral             |
|                                             | 1970 - 1973 | Kenneth Fraser                    | Libéral             |
|                                             | 1973 - 1976 | Kenneth Fraser                    | Libéral             |
|                                             | 1976 - 1981 | Claude Dubois                     | Union nationale     |
|                                             | 1981 - 1985 | Claude Dubois                     | Libéral             |
|                                             | 1985 - 1989 | Claude Dubois                     | Libéral             |
| Voir : Beauharnois-Huntingdon (1989 - 2003) |             |                                   |                     |
|                                             | 2003 - 2007 | André Chenail                     | Libéral             |
|                                             | 2007 - 2008 | Albert De Martin                  | Action démocratique |
|                                             | 2008 - 2012 | Stéphane Billette                 | Libéral             |
|                                             | 2012 - 2014 | Stéphane Billette                 | Libéral             |
|                                             | 2014 - 2018 | Stéphane Billette                 | Libéral             |
|                                             | 2018 - 2022 | Claire IsaBelle                   | Coalition avenir    |
|                                             | 2022 - ...  | Carole Mallette                   | Coalition avenir    |

## Référendum
|  | Référendum         | % du OUI | % du NON | Taux de participation |
|  | Référendum de 1980 | 26,96 %  | 73,04 %  | 85,95 %               |